# 板谷由夏
板谷由夏（日语：／ Itaya Yuka */?，1975年6月22日—），日本女演員、主持人，前所屬事務所Amuse。福岡縣北九州市八幡西區出身，福岡女學院大學短期大學部畢業。身高171公分，血型O型。

## 簡歷
- 1994年開始是時裝雜誌《PeeWee》做專屬模特兒。當初於福岡地區電視台工作。
- NHK教育電視台兩年《意大利語会話》的主持，被映画監督大谷健太郎發掘，影畫《avec mon mari》第一次演出就得到《第21回橫濱映画祭》最優秀新人賞。
- 演出電影包括《无瑕的爱》、《好孩子的夥伴》、《光之雨》、《躲避球GO！GO！》、《Tokyo.sora》。 2005年主演的影畫《欲望》度第一次做裸露鏡頭。
- 2007年2月22號與形象設計師（劇裝設計）男友結婚。
- 2007年3月開始當雜誌『日經EW』 （页面存档备份，存于）的封面女郎。
- 2025年6月2日、離開了加入27年的事務所Amuse，開始獨立活動。

## 戲劇作品

### 電視劇
- 无瑕的爱（1999年7月5日 - 9月20日、富士電視台） - 飾 富永彩
- 学校怪谈 春の呪いスペシャル「第4話：おぞけ」（2000年3月28日、富士電視台） - 飾 渡辺理恵
- 天使消失的街道（2000年4月12日 - 6月28日、日本電視台） - 飾
- 爱神乱配对（2000年10月10日 - 12月19日、關西電視台） - 飾 北沢柊
- 空姐刑事5（2001年1月5日、富士電視台） - 飾 今井香織
- 老板靠边站（2001年4月21日 - 6月30日、日本電視台） - 飾 田村
  - 老板靠边站 特別編（2002年1月12日）
- Fighting Girl 第9 - 11話（2001年8月29日 - 9月12日、富士電視台） - 飾 佐倉店長
- 秀逗男护士（2002年1月19日 - 3月23日、日本電視台） - 飾 
  - 秀逗男护士 特別編（2004年4月6日）
- 世界奇妙物語（富士電視台）
  - 秋季特別篇「錄用考試」（2002年10月3日） - 飾 74番
  - 秋季特別篇「迷路」（2003年9月18日） - 飾 堂音亜里抄
- 兼职侦探（2002年12月11日・2004年2月25日、東京電視台） - 飾 篠原今日子
- 心魔大审判 PART1 第1話（2003年1月17日、朝日電視台） - 飾 吉野美里
- 好孩子的夥伴（2003年1月18日 - 3月15日、日本電視台） - 飾
- 劇集W（WOWOW）
  - コスメティック（2003年6月28日）
  - End roll（2012年3月18日） - 飾 尾崎麻由美
- 連續電視小說（NHK）
  - 心 第154回（2003年9月25日） - 飾 堀田真理子
  - 小女侍 第62回・第63回（2021年3月2日・3日） - 飾 夕
- 明天好天氣 第1・9・10話（2003年10月11日・12月6日・13日、日本電視台） - 飾 吉沢千絵
- 女男物语 PARTII Episode2「結婚願望」（2003年10月11日、ABC電視台） - 飾 池田薫
- 末子长男姐三人 第4話（2003年11月2日、TBS） - 飾 広子
- LOVE ASIA 花びらの舞う海へ（2004年2月28日、西日本電視台） - 飾 塚山由美
- 去温泉吧5（2004年11月29日 - 2005年2月18日）、TBS） - 飾 星野絹香
- 恋爱星期天 第二部「すばらしい日々」（2005年4月17日・24日、BS-i） - 飾 神田佳代子
- anego 第5話（2005年5月18日、日本電視台） - 飾 水沢加世
- 相棒 season4 第14話（2006年1月25日、朝日電視台） - 飾　小西美紗緒
- 劇団演技者。 第17回公演作 レプリカ（2006年4月12日 - 5月3日、富士電視台） - 並木潤子
- 街头律师 第3・4話（2006年4月22日・29日、NHK） - 飾 向井圭子
- 钱华（2006年6月20日、日本電視台） - 飾 三原佑里
- 空姐真命苦 第4話（2006年7月26日、日本電視台） - 飾 渡部伸子
- 次郎長背負い富士 第9・10話（2006年8月24日・31日、NHK） - 飾
- 福岡発地域ドラマ 飛ばまし、今（2006年12月22日、NHK） - 飾 富重南海子
- 派遣女王（2007年1月10日 - 3月14日、日本電視台） - 飾 黒岩匡子
- 魚干女又怎樣（2007年7月11日 - 9月12日、日本電視台） - 山田早智子
  - 魚干女又怎樣2（2010年7月7日 - 9月15日）
- 烈阳街头 第9話（2007年9月27日、NHK） - 飾 秋葉
- NHK大河劇（NHK）
  - 篤姫 第8 - 12回（2008年2月24日 - 3月23日） - 飾 広川
  - 致光之君（2024年） - 飾 高阶贵子
- 愛與寬容（2009年4月15日 - 6月17日、日本電視台） - 飾 小沢聖子
- 工作狂妈妈！（2009年9月23日、日本電視台） - 飾 泉が聞き込んだ目撃主婦
- 婦產科的女醫生（2009年10月14日 - 12月9日、日本電視台） - 飾 桧口涼子
- 搞笑女演员「青い鳥」（2010年1月1日、日本電視台） - 飾 美里先輩
- 太宰治短篇小说集 系列ニ「犯人」（2010年3月25日、NHK） - 飾 鶴田慶助的姉（朗読）
- 第八日的蟬（2010年3月30日 - 5月4日、NHK） - 飾 秋山恵津子
- 流星（2010年10月18日 - 12月20日、富士電視台） - 飾 相澤美奈子
- 掌心的笔记（2010年10月23日、NHK） - 飾 種本千晶
- 頂尖神醫（2011年1月10日 - 3月14日、東京電視台） - 飾 真中有紀
- 連續劇W（WOWOW）
  - CO 移植协调者（2011年3月20日 - 4月17日） - 飾 林加奈子
  - 潘朵拉III 革命前夜（2011年10月2日 - 11月20日） - 飾 川村翔子
  - 绑匪的女儿（2015年1月18日 - 2月15日） - 飾 須川鮎子
  - 潜入深海（2015年10月10日 - 11月14日） - 飾 正田眞美子
  - 再见，黑鸟（2018年2月17日 - 3月24日） - 飾 
  - 悪党〜加害者追跡調査〜（2019年5月12日 - 6月16日） - 飾 染谷久美子
- 高中生餐廳（2011年5月 - 7月、日本テレビ） - 飾 吉崎文香
- 忠臣藏～义和爱（2012年1月2日、東京電視台） - 飾
- Dirty Mama! 第6 - 9話（2012年2月15日 - 3月7日、日本電視台） - 飾 村上玲子
- ATARU 第1話（2012年4月15日、TBS） - 飾 斉木郁
- 猫辩～尸体的赎金～（2012年4月23日、TBS） - 飾 
  - 猫辩和透明人（2013年4月22日）
- 第二樂章（2013年4月16日 - 6月11日、NHK） - 飾 遠藤奈津美
- SUMMER NUDE（2013年7月8日 - 9月16日、富士電視台） - 飾 下嶋勢津子
- 刑警的目光（2013年10月7日 - 12月16日、TBS） - 飾 田辺久美子
- 扭曲的羁绊 搞错婴儿事件 42年的真相（2013年10月11日、富士電視台） - 飾
- 三億日圓事件（2014年1月18日、朝日電視台） - 飾 戸田悦子
- FIRST CLASS 第1期（2014年4月19日 - 6月21日、富士電視台） - 飾 大沢留美
  - FIRST CLASS 第2期（2014年10月15日 - 12月24日）
- 同窗生～人三次戀愛～（2014年7月10日 - 9月11日、TBS） - 飾 広野薫子
- ORANGE～1.17 用生命在战斗的消防战士的灵魂物语～（2015年1月19日、TBS） - 飾 小日向夏希
- 社会新闻的女人们 -爱之巢-（2015年2月20日、富士電視台） - 飾 江藤房江
- 醫師們的戀愛情事（2015年4月9日 - 6月18日、富士電視台） - 飾 市川友子
- 24小時電視 特別電視劇「妈妈，我没事」（2015年8月22日、日本電視台） - 飾 新谷看護師
- 遺產爭族（2015年10月22日 - 12月17日、朝日電視台） - 飾 河村凛子
- 筑地美味事件簿（2016年7月22日 - 8月26日、東京電視台） - 飾
- 真實的恐怖故事 夏之特別篇2016「棲息在病房大樓裡的5圓硬幣」（2016年8月20日、富士電視台）
- 嗅覺神探（2016年10月22日 - 12月3日、NHK綜合） - 飾　片山恵美
  - 嗅覺神探 特別篇（2018年3月21日）
- 独自一人的第五年（2016年11月19日、朝日電視台） - 飾 松永晶江
- 女人中的陌生人（2017年1月8日 - 2月19日、NHK BS Premium） - 飾 伊東美智子
- 成為母親（2017年4月12日 - 6月14日、日本電視台） - 飾 西原莉沙子
- 瑟西爾的企圖（2017年7月13日 - 9月7日、富士電視台） - 飾 黒沢洵子
- 刑警弓神 第5話（2017年11月9日、富士電視台） - 飾 宇津巻京子
- Byplayers 2：如果名配角在TV東晨間劇裏挑戰無人島生活的話 劇中劇『しまっこさん』（2018年2月7日 - 3月7日、東京電視台） - 飾 鰐口房子
- 派遣占卜師ATARU（2019年1月17日 - 3月14日、朝日電視台） - 飾 大崎結
- 安宁之刻～道 第31回 - （2019年5月20日 - 、朝日電視台） - 飾
- 37秒（2019年12月5日、NHK BS Premium） - 飾 藤本
- 13（2020年8月1日 - 22日、東海電視台・富士電視台） - 飾 相川麻美
- 向天使请求～人生最后的愿望～（2020年9月19日 - 10月17日 / 9月17日 - 10月15日、NHK綜合 / NHK BS4K） - 飾 島田（三井）時恵
- Pension Metsa『燃す』（2021年1月30日、WOWOW Prime） - 飾
- 鴉色刑事組 第4・6・10話（2021年4月26日・5月10日・6月7日、富士電視台） - 飾 青山瑞希
  - 鴉色刑事組 特別篇（2023年1月14日）
- 紧急审讯室 4th SEASON 第7話（2021年9月2日、朝日電視台） - 飾 貴船馨 / 貴船渚（二役）
- 群青領域（2021年10月15日 - 12月24日、NHK綜合） - 飾 宮野悦子
- 横沟正史短篇集3III「池松壮亮×金田一耕助3『女の決闘』」（2022年2月26日、NHK BS Premium） - 飾 藤本多美子
- 東京風雲 第3話・第6話・第8話（2022年4月7日・21日・28日、HBO Max・WOWOW） - 飾 片桐宏人的妻子
- 潘多拉的果实〜科学犯罪搜查档案〜 Season1 第7話（2022年6月4日、日本電視台） - 飾 君塚桃子
- 家庭教師寅子（2022年7月20日 - 9月21日、日本電視台） - 飾 下山智代
- 夫妇圆满秘诀～不交换吗？仅此一晚～（2022年10月6日 - 12月22日、東京電視台） - 飾 窪塚祥子
- 執行!!～狗和我和執行官～（2023年7月4日 - 9月12日、朝日電視台） - 上野原美鶴
- 黑色家庭～新堂家的復仇～（2023年10月6日 - 12月7日、讀賣電視台・日本電視台） - 主演・新堂一葉
- 東京鐵塔（2024年4月20日 - 6月15日、朝日電視台） - 飾 浅野詩史
- 形形色色孤獨的美食家 第2・3話（2024年10月12日・19日、東京電視台） - 飾 高垣晴美
- Ensemble（2025年1月18日 - 3月22日、日本電視台）- 飾 小鳥遊翠

### 網路劇
- 華麗追隨（2020年2月27日 - 、Netflix） - 飾 群青茜（Akane）
- 辣妈正传（2021年3月19日 - 、Amazon Prime Video） - 飾 木島塔子
- 我們離婚吧（2023年6月22日、Netflix） - 飾 印田薫
- 我亲爱的妖怪女友（2024年3月22日 - 、Amazon Prime Video）

### 教育節目
- イタリア語会話（1996年、NHK） - 飾 生徒
- 金髪先生 第24回 - 第50回（1997年3月25日 - 9月30日、[[朝日電視台）
- NEWS ZERO（2007年 - 2018年、日本電視台） - 火曜日キャスター
- ヒストリー10年の発表 あなたが選ぶ10ジャンルNO.1（2010年12月12日、ヒストリーチャンネル） - 司会
- 第54回NHKニューイヤーオペラコンサート（2011年、NHK）
- 斎藤工×板谷由夏 映画工房（2011年 - 、WOWOW）
- My Value My Way（2014年 - 2016年、富士電視台） - ナレーション ※BS富士でも放送
- ノンフィクションW ハリウッドを救った歌声〜史上最強のゴーストシンガーと呼ばれた女〜（2016年2月27日、WOWOW） - ナレーション

### 廣播節目
- COSMO POPS STATION（2017年4月1日 - 2021年3月27日、FM東京・JFN38局ネット） - パーソナリティ

### 廣播劇
- 青春アドベンチャー　5DROPS（2001年2月5日 - 16日、NHK-FM） - オムニバス作品
- FMシアター（NHK-FM）
  - リアルライフ（2003年6月28日） - 飾 
  - 中洲バンケットブルー（2005年6月4日） - 飾 朝美
  - 能古島デイズ（2007年6月16日） - 飾 朝美

### 電影
- avec monmari（英语：Avec mon mari）（1999年3月6日）
- 光之雨（2001年12月8日） - 飾
- 黃昏流星群 Le Restaurant（2002年5月18日） - 飾 今井美奈
- 躲避球GO！GO！（2002年7月27日） - 飾 山田佐知恵
- tokyo.sora（2002年10月26日） - 飾
- SURVIVE STYLE5+（2004年9月25日） - 飾 社長秘書
- 遇人不熟（2005年7月16日） - 飾
- 尊迎大驾，患者大人们（2005年6月4日） - 飾 清水円
- 欲望（2005年11月19日） - 主演・青田類子
- 秋葉原@DEEP（2006年9月2日） - 飾
- 贝鲁娜的尾巴（2006年9月30日） - 飾 伊藤啓子
- 東京大歌廳 第5話 女人之道（2007年5月12日） - 飾 美しい女
- 悲伤假期（2007年9月8日） - 飾 椎名冴子
- 尘封笔记本（2007年9月29日） - 飾 山崎星美
- 1303大厦（2007年10月27日） - 飾 1302号の少女の母
- 極惡非道（2010年6月12日） - 飾 大友的女
- 大奥（2010年10月1日） - 飾 大岡忠相
- 女孩（2012年5月26日） - 飾 平井孝子
- 映画 魚干女又怎樣：羅馬假期（2012年6月9日） - 飾 山田早智子
- 我們家（2014年5月24日）
- なつやすみの巨匠（2015年7月11日） - 飾 佳枝
- 四月是你的謊言（2016年9月10日） - 飾 瀨戸紘子
- 3月的獅子（2017年3月18日） - 飾 川本美咲
- 陽光姊妹淘（2018年8月31日） - 飾 伊藤芹香
- 剧演的终章（2019年11月1日） - 飾 是永慶子
- 37秒（2020年2月7日） - 飾 藤本
- MIRRORLIAR FILM Season2『愛を、撒き散らせ』（2022年2月18日）
- 百花（2022年9月9日） - 飾 関綾乃
- 在公交车站直到黎明（2022年10月8日） - 主演・北林三知子
- 返朴（2023年10月6日） - 飾 香津美
- 月（2023年10月13日）

### 舞台
- フォトグラフ51（2018年4月、東京藝術劇場西劇院 他） - 主演・Rosalind
- 大人のけんかが終わるまで（2018年6月 - 8月、シアタークリエ 他） - 飾 Françoise

### 配音
- Extant（2015年4月4日 - 、WOWOW） - Molly Woods
  - Extant Infinity（2016年2月20日 - 、WOWOW） - Molly Woods

### CM
- 朝日啤酒
- 資生堂
  - UV White（2001年）
  - AQUALABEL（2015年）
- 小林製藥「イージーファイバー」「ピュアエア」「けしみんクリーム」「脇パット」
- HABA 薬用ホワイトレディ（2007年 - ）
- NTT東日本 光iフレーム（2012年）
- 獅王「香りとデオドラントのソフラン」（2012年 - ）
- 日本生命「みらい創造物語」シリーズ（2012年 - ）
- Panasonic「Panasonic リフォーム」（2016年4月 - ）
- Wacoal「LASEE」（2016年6月 - ） - ブランドキャラクター
- 日本オリーブオイルソムリエ協会（2017年） - オリーブアンバサダー
- Suntory麦酒「頂」（2017年7月 - ）
- 森永製菓
  - 「森永甘酒」（2017年9月 - ）
  - 「森永のやさしい米麹甘酒」（2018年4月 - ）
- HFCプレステージジャパン「ウエラトーン ヘアカラートリートメント」（2018年3月 - ）
- 卫材 チョコラBBブランド「チョコラ家」（2022年4月 - ） - 飾 母・由夏
  - チョコラBBプラス「それ、チョコラBBプラスの出番かも。」篇
  - チョコラBBローヤル2「今のつらい疲れに。」篇
  - チョコラBBブランド「チョコラBBブランド70周年」篇

### Web動画
- じゃらん「ここではないどこかで」（2020年） - 飾 真知子

### Web番組
- ラブ・イズ・ブラインド Japan（2022年2月8日 - 、Netflix） - 與藤井隆共にナビゲーター

## 書籍

### 寫真集
- 最後に見た風景（2004年、美術出版社）オムニバス作品
- 19 Rooms（2009年、赤々舎）オムニバス作品

## 獎項
- 1999年 第21回横滨电影节 最優秀新人賞（『avec mon mari』）
- 2005年 第60回每日電影獎 女優助演賞（『遇人不熟』）
- 2007年 第22回高崎映画祭 最優秀助演女優賞（『悲伤假期』）
- 2022年 第32回日本電影影評人大獎 女優賞（『在公交车站直到黎明』）